# Fostemsavir
Fostemsavir, es vendido bajo varias  marcas incluyendo Rukobia, y es un medicamento utilizado para tratar el VIH/SIDA .  Se utiliza junto con otros medicamentos, cuando habitualmente los tratamientos no son efectivos.  Este medicamento se toma por vía oral. 
Los efectos secundarios de este medicamento incluyen náuseas, diarrea, sarpullido y dolor abdominal;  otros efectos secundarios pueden incluir problemas hepáticos, prolongación del intervalo QT y síndrome de reconstitución inmunitaria .  No debe tomarse con inductores potentes del CYP3A.  Actúa uniéndose al virus VIH e impidiendo que entre en las células T. 
Este medicamento fue aprobado para uso médico en los Estados Unidos en 2020 y en Europa en 2021.   En el Reino Unido, un mes de tratamiento le cuesta al NHS 2.900 libras esterlinas en 2021.  En Estados Unidos esta cantidad cuesta unos 8.000 dólares estadounidenses . 